# Kabinett Enoksen III
Das Kabinett Enoksen III war die 13. Regierung Grönlands.

## Entstehung
Am 9. September 2003 brach die Koalition zwischen Siumut und Atassut zusammen, die erst seit Januar im Amt war. Schuld war ein Rechenfehler von 91 Millionen Kronen bei Lohnverhandlungen, die im Zuständigkeitsbereich von Finanzministerin Augusta Salling lagen. Die Siumut ging daraufhin Sondierungsgespräche mit der Inuit Ataqatigiit ein, während die Atassut sich bemühte eine Koalition ohne die Siumut zu bilden. Am 13. September bildeten Siumut und Inuit Ataqatigiit eine neue Regierung.
Im Dezember 2003 musste Mikael Petersen wegen Alkohol am Steuer zurücktreten und wurde durch Jens Napaattooq ersetzt. Im November 2004 trat Simon Olsen zurück, nachdem er starke Kritik wegen des Versagens im Eintreiben von Krediten von Fischern und Jägern erhalten hatte. Sein Nachfolger wurde Rasmus Frederiksen. Zugleich trat Jørgen Wæver Johansen zurück, nachdem er die Wahl zum Parteivorsitz gegen Hans Enoksen verloren hatte. Er wurde von Tommy Marø nachgefolgt, der von Asii Chemnitz Narup das Familienressort erhielt, während Selvstyre und Rohstoffe von Hans Enoksen übernommen wurden. Im Juni 2005 musste Jens Napaattooq wieder zurücktreten, weil er Steuergelder verschwendet hatte. Hans Enoksen übernahm auch seine Ressorts. Im August 2005 trat Rasmus Frederiksen aus demselben Grund zurück und Hans Enoksen übernahm ein sechstes Ressort neben dem Amt als Regierungschef.

## Kabinett
| Minister                                | Ministerium                                                                                           | Anmerkung                                               |
| --------------------------------------- | --- | ------------------------------------------------------- |
| Hans Enoksen (Siumut)                   | Premierminister                                                                                       | bis zum 15. April 2005                                  |
| Hans Enoksen (Siumut)                   | Premierminister und Wohnungswesen, Infrastruktur und Umwelt                                           | vom 15. Dezember 2003 bis zum 19. Januar 2004 (interim) |
| Hans Enoksen (Siumut)                   | Premierminister und Selvstyre und Rohstoffe                                                           | vom 15. April 2005 bis zum 26. Juni 2005 (interim)      |
| Hans Enoksen (Siumut)                   | Premierminister und Selvstyre, Rohstoffe, Wohnungswesen, Infrastruktur und Umwelt                     | vom 26. Juni 2005 bis zum 23. August 2005 (interim)     |
| Hans Enoksen (Siumut)                   | Premierminister und Selvstyre, Rohstoffe, Wohnungswesen, Infrastruktur, Umwelt und Fischerei und Jagd | ab dem 23. August 2005 (interim)                        |
| Rasmus Frederiksen (Siumut)             | Fischerei und Jagd                                                                                    | vom 9. November 2004 bis zum 23. August 2005            |
| Jørgen Wæver Johansen (Siumut)          | Selvstyre, Rohstoffe und Justiz                                                                       | bis zum 15. April 2005                                  |
| Tommy Marø (Siumut)                     | Familie und Justiz                                                                                    | ab dem 15. April 2005                                   |
| Josef Motzfeldt (Inuit Ataqatigiit)     | Finanzen und Äußeres                                                                                  |                                                         |
| Jens Napaattooq (Siumut)                | Wohnungswesen, Infrastruktur und Umwelt                                                               | vom 19. Januar 2004 bis zum 26. Juni 2005               |
| Asii Chemnitz Narup (Inuit Ataqatigiit) | Familie und Gesundheit                                                                                | bis zum 15. April 2005                                  |
| Asii Chemnitz Narup (Inuit Ataqatigiit) | Gesundheit                                                                                            | ab dem 15. April 2005                                   |
| Johan Lund Olsen (Inuit Ataqatigiit)    | Erwerb, Landwirtschaft und Arbeitsmarkt                                                               |                                                         |
| Simon Olsen (Siumut)                    | Fischerei und Jagd                                                                                    | bis zum 9. November 2004                                |
| Mikael Petersen (Siumut)                | Wohnungswesen, Infrastruktur und Umwelt                                                               | bis zum 15. Dezember 2003                               |
| Henriette Rasmussen (Inuit Ataqatigiit) | Kultur, Bildung, Forschung und Kirche                                                                 |                                                         |